# 遊星からの物体X ファーストコンタクト
『遊星からの物体X ファーストコンタクト』（ゆうせいからのぶったいエックス ファーストコンタクト、原題：The Thing）は、2011年のアメリカ合衆国のSFホラー映画。
1982年の映画『遊星からの物体X』の前日談を描く。当初の邦題は『遊星からの物体X ビギニング』であったが、後に上記のものへ改称された。

## ストーリー
1982年、南極大陸でノルウェー観測隊が氷の下にある巨大な構造物を発見する。古生物学者のケイト・ロイドは、アメリカ人とノルウェー人で構成された国際探査チームに招集され、南極を訪れる。その目的は発見された巨大宇宙船と地球外生命体の調査だった。
氷漬けの地球外生命体は基地に搬入され、生態を調査されることになる。基地の隊員たちは歴史的大発見に喜んでいたが、その夜に生命体（＝「物体」）は氷を破砕して蘇生し、基地外に逃走する。「物体」はノルウェー隊が飼っていた犬を殺害したうえ、隊員の1人を襲って倉庫に逃げ込もうとするも、隊員が放った燃料に放火したことで倉庫ごと焼却された。
隊員たちは焼却された「物体」の死骸を解剖し、その細胞がまだ生きていることや、襲った隊員を体内で取り込んでその姿に擬態するという生態を知る。さらには、隊員の骨折した骨に埋められていた金属プレートが、「物体」の体内から発見される。「物体」は、有機細胞ではない金属製のプレートについては同化・複製できなかったのである。
隊員たちの数名は他の基地へ移動しようとヘリコプターで離陸するが、ケイトはシャワールームで大量の血痕と共に歯の詰物の破片を発見する。ケイトがヘリに基地への帰還をうながすも、すでに搭乗した隊員の1人に擬態していた「物体」により墜落してしまう。
観測隊の多数の隊員たちは基地から避難することに意見の一致を見るが、ケイトは「もうすでに隊員の誰かに『物体』が同化し擬態している」という意見を主張し、立ち向かうことを促す。しかし、それは誰が本物の人間で、誰が「物体」なのか不明なまま、恐るべき力を秘めた不死身の怪物と対決する事を意味していた。次々と襲われ、その体細胞を侵食されることで同化していく隊員達。1人、また1人と怪物化していく仲間の姿を前に隊員たちは疑心暗鬼と恐怖に襲われていく。

## キャスト
括弧内は日本語吹き替え。翻訳は平田百合子が担当。
- ケイト・ロイド - メアリー・エリザベス・ウィンステッド（本田貴子）：古生物学者、アメリカ人
- サム・カーター - ジョエル・エドガートン（山野井仁）：ヘリ操縦士、アメリカ人
- サンダー・ハルヴァーソン博士 - ウルリク・トムセン（稲葉実）：生物学者、デンマーク人
- デレク・ジェイムソン - アドウェール・アキノエ＝アグバエ（乃村健次）：ヘリ副操縦士、アメリカ人
- アダム・フィンチ - エリック・クリスチャン・オルセン（加瀬康之）：生物学助手、アメリカ人
- エドヴァード・ウォルナー - トロン・エスペン・セイム（高瀬右光）：観測隊隊長、ノルウェー人
- ジョナス - クリストファー・ヒヴュ（岩崎了）：ノルウェー人
- ペダー - スティグ・ヘンリク・ホフ（壇臣幸）：観測隊副隊長、ノルウェー人
- ラース - ヨルゲン・ラングヘーレ（言語音声）：犬飼育係、ノルウェー人
- グリッグス - ポール・ブローンスタイン（後藤光祐）：ヘリ乗組員、アメリカ人
- ジュリエット - キム・バッブス（衣鳩志野）：地質学者、ノルウェー人
- コリン - ジョナサン・ロイド・ウォーカー（西健亮）：無線通信技師、イギリス人
- ヘンリク - ヨー・エイドリアン・ハーヴィン（岩崎了）：ノルウェー人
- オラフ - ヤン・ガンナー・ロイズ（高橋英則）：ノルウェー人
- カール - カーステン・ビョーンルンド（かぬか光明）：地質学者、デンマーク人
- マティアス - オーレ・マーティン・オーネ・ニルセン（言語音声）：ヘリ操縦士、ノルウェー人
- 警備員 - マイケル・ブラウン（西健亮）
- 地球外生命体（スーツアクター） - トム・ウッドラフJr.、アリシア・ターナー

## 概要
脚本のロナルド・D・ムーアの降板や、ユニヴァーサルがラヴクラフト作『狂気の山脈にて』をギレルモ・デル・トロ監督で映画化する方針に一時転換するといった経緯で、数度の頓挫と公開延期を経て、2011年秋に公開された。
本作は1951年版や1982年版のリメイクではなく、後者の冒頭で触れられたノルウェー調査隊の「物体」と円盤の発見、調査隊の全滅、生き残ったノルウェー隊員2名がイヌに姿を変えて逃げ出した「物体」をヘリコプターで追跡するまでが語られる前日譚である。そういったことから本作オリジナルの要素を加えつつも、「建物の構造や位置関係」、「2つの顔が融合した『物体』の焼死体」、「氷の下の円盤が映った記録映像」、「爆破された小屋の跡」、「内側をくり抜かれた巨大な氷塊」、「壁に刺さった斧」、「無線機の前に座る死体」など、1982年版との緻密な整合性が図られている。また、そのままオマージュしたシーンやアイテムも多く登場している。ただし、本作の宇宙船（UFO）のデザインは1982年版とは大きく異なる。
無線室では八重洲無線の70年代のアマチュア無線用のトランシーバーFT-101EやトランスバーターのFTVシリーズが使われている。
オランダのCMディレクターとして活動し、本作で劇映画初監督となるマティス・ヴァン・ヘイニンゲン・ジュニアがメガホンを取り、ジョエル・エドガートンやウルリク・トムセンといった男性隊員役に加え、女性もメアリー・エリザベス・ウィンステッドとキム・バッブス（カナダの女優）の2名が出演した。1982年版で「イヌ」の効果を担当したスタン・ウィンストンのもと、『エイリアン2』などに携わったアレック・ギリスとトム・ウッドラフJr.率いるアマルガメイテッド・ダイナミクスが「物体」の造形・操演を担当した。
本作に登場する「物体」の表現には、アニマトロニクスや操演、着ぐるみをベースに、それらを補完する形でCGIによるVFXが利用されている。過去作よりも表現が多彩になり、より活動的で獰猛な「物体」を描くことが可能となった反面、過去作で多用されていた体液やストップモーションによる特撮が控えられていることが特徴となっている。人体が混ぜ合わされたデザインなどは1982年版を踏襲し、咆哮なども同作のそれを加工したものが多用されている。「防寒服を着て顔が誰なのか判別できない、両手を広げた人物」というポスターデザインも同様で、「物体」の細胞が寄生主の細胞を捕食して擬態するプロセスがCGIにより描写された点も、1982年版にならう結果となった。
「物体」の特質を決定付ける重要な場面が撮影されながら本編に採用されなかった、あるいは撮り直された点も1982年版と同様であり、「物体」に惨殺されながら増殖と同化により数分で蘇生した人物、宇宙船のパイロットなど精巧なアニマトロニクスや高度な特殊効果が準備されつつもカットされ、本編には残っていない。
映画本編では暗示にとどまり具体的な描写は無いが、エリック・ハイセラーの脚本に基づく小説版では、続編の可能性をうかがわせるエピローグが存在する。小説のエピローグでは、事件の証拠である宇宙船は再び氷に閉ざされ、事件そのものはノルウェーとアメリカの両政府に隠蔽。生還したケイトは雪の大地の色である白と火炎放射器の火の色であるオレンジ色を嫌うようになり、空しくラジオを聴きながら研究に没頭していたが、ある日、歯医者に行くと医師に自身の歯がこれまで虫歯になった事が一切なく、治療の必要もない完璧な歯である事を教えられ、ケイト自身も「物体」である事を確信。以後、自分自身を研究するようになるというところでエピローグは終わる。